# Euproctis pecla
Euproctis pecla är en fjärilsart som beskrevs av Swinhoe 1903. Euproctis pecla ingår i släktet Euproctis och familjen tofsspinnare. Inga underarter finns listade i Catalogue of Life.